# Les Jeunes
Pour les articles homonymes, voir Les Jeunes (homonymie).
Les Jeunes ou Jeune femme lisant une lettre est l'une des huiles sur toile peintes par Francisco de Goya. C’est une œuvre satirique sur l’hypocrisie de la jeunesse et une critique sociale. La toile fut peinte au sortir de la guerre d’indépendance espagnole, alors que Goya avait repris son service pour le roi et malgré les désaccords politiques entre son statut d’afrancesado – soutenant les Lumières – et la restauration de la monarchie absolue des Bourbons. Elle est conservée au palais des Beaux-Arts de Lille.

## Contexte
Pour le palais des Beaux-Arts de Lille la toile s’inscrit plus dans les scènes de la vie quotidienne que peignait Goya depuis ses cartons pour tapisserie que le peintre teinte d’une touche satirique. En 1814, son style avait cependant clairement  évolué vers les critiques de la vie sociale, les satires et un parti pris pour les Lumières. 
La toile fut vendue en même temps que Les Vieilles peinte quelques années auparavant, sans en être le pendant.

## Description
La scène a lieu dans un terrain vague près d’un point d’eau. Au premier plan, une aristocrate vêtue à la façon des majas, lit oisivement une lettre sous une ombrelle portée par une servante en second plan. Un petit chien à ses pieds tente de la distraire. En troisième plan, des lavandières travaillent en plein soleil. On note en fond un paysage urbain.
Le peintre insiste sur les inégalités sociales ; non seulement entre la protagoniste, uniquement préoccupée par ses histoires de cœur, et sa servante, qui la protège avec une ombrelle, mais également vis-à-vis des lavandières en arrière-plan, agenouillées et exposées au soleil. Pour le palais des Beaux-Arts de Lille, si le petit chien est un attribut de la luxure, les lavandières étaient également des prostituées et constituaient la classe sociale la plus basse de la ville. Le peintre avait traité du thème de la prostitution peu avant (Maja et Célestine au balcon et Majas au balcon).
Certaines planches de l’« Album E » nous éclairent sur ces observations des mœurs et sur les idées de réformes sociales propres à cette époque. C’est le cas des planches « Travaux utiles », où apparaissent les lavandières, et « Cette pauvre profite du temps », où une femme pauvre enferme dans la grange le temps qui passe. Vers 1807, il peint une série de six tableaux de mœurs qui narrent une histoire à la manière des aleluyas : Frère Pedro de Zaldivia et le Bandit Maragato.
Du point de vue stylistique, cette toile s’inscrit dans l’évolution du peintre. Les couleurs chatoyantes de ses cartons pour tapisseries sont loin, et la rupture dans les années 1790 pour les ducs d’Osuna vers des couleurs sombres est consommée. Le peintre a déjà produit Les Désastres de la guerre et les premières peintures noires furent réalisées quatre ans plus tard.

## Postérité

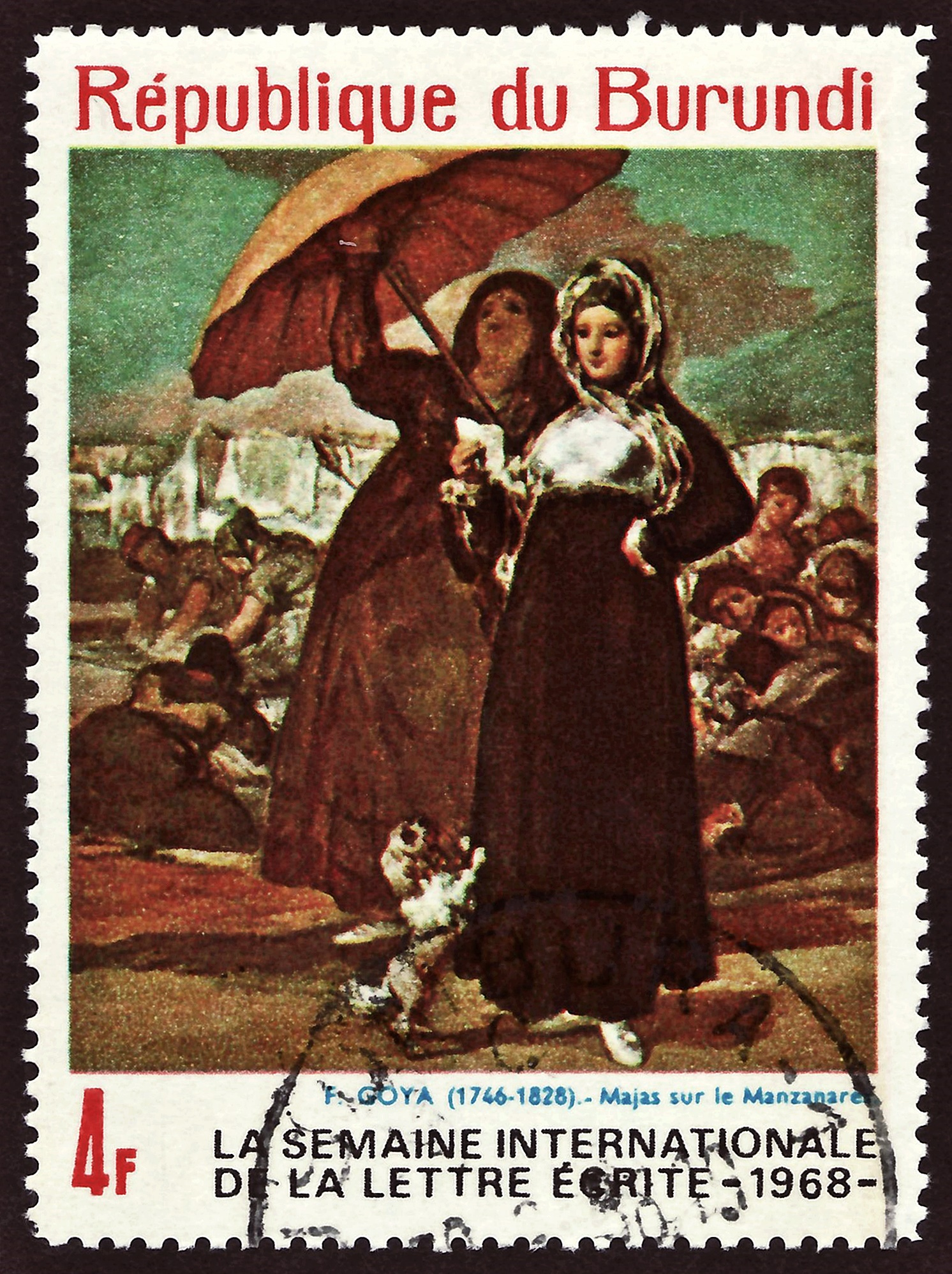
Timbre du Burundi reprenant en photogravure le tableau de Goya.

Le 30 septembre 1968, le Burundi commémore la « Journée internationale du timbre » en émettant un timbre de 4 francs représentant Les jeunes.
En 2001, dans son tableau La lettre à Máncora (Goya), le peintre Herman Braun-Vega s'approprie les personnages principaux de ce tableau, qu'il insère sur une plage en présence de trois personnages péruviens dont un homme avec sa moto-taxi. L'intrusion de ces personnages de Goya dans l'espace pictural du peintre péruvien, sur la plage de Máncora qui a connu le débarquement des conquistadors, souligne l’hétérogénéité de deux cultures qui se rencontrent et laisse entrevoir le métissage culturel qui en a résulté.